# Podvidača (Oštra Luka)
Podvidača (szerbül: Подвидача) falu Bosznia-Hercegovinában, a Szerb Köztársaságban, Oštra Luka községben. Podvidača településnek a Szerb Köztársaság területéhez került, kisebbik része.

## Fekvése
Bosznia-Hercegovina északnyugati részén, Banja Lukától légvonalban 53, közúton 84 km-re nyugatra, Prijedortól légvonalban 25, közúton 35 km-re délnyugatra, községközpontjától  légvonalban 12, közúton 23 km-re nyugatra fekvő dombos, erdős területen, a Hatiraj-patak völgyében és a környező dombokon, a Sanski Mostot Novi Graddal összekötő út mentén fekszik.

## Népessége
| Nemzetiségi csoport | Népesség 1991 | Népesség 2013 |
| ------------------- | ------------- | ------------- |
| Szerb               | 180           | 1             |
| Bosnyák             | 159           | 0             |
| Horvát              | 0             | 0             |
| Jugoszláv           | 0             | 0             |
| Egyéb               | 1             | 0             |
| Összesen            | 340           | 1             |

## Története
A falu területe már a középkorban is lakott volt. Egy 436 méteres tengerszint feletti magasságú, a környezetéből kiemelkedő tágas platón találhatók középkori templomának és temetőjének maradványai. A templom méretei és tájolása a maradványokból már nem állapítható meg, mivel a falak helyett csak kőtörmelék és habarcs töredékei maradtak. A maradványok körül három, 14. – 15. századi szarkofág formájú középkori sírkő, ún. stećak található. Az Oszmán Birodalom 1463-ban hódította meg Boszniát. Egy az 1570-es években kelt defter szerint a 16. században a település a Kamengrádi náhijéhez tartozott. A török hódoltság emléke a Bég tornya, melyből az egyik sarok maradványai egészen a közelmúltig láthatók voltak. A torony tulajdonosáról, a bégről és lányáról, valamint a torony melletti nagy mecsetről szóló legendán kívül nincs információ az építéséről.
Bosznia-Hercegovinát 1878-ban annektálta az Osztrák-Magyar Monarchia. Ezt követően Likából, Dalmáciából, Kordunból é Banijából szerb és horvát népesség vándorolt be. 1879-ben az első osztrák-magyar népszámlálás során a faluban még 36 házat és 240 muszlim lakost számláltak. A lakosság ezután szinte kizárólag szerbekből állt, míg a 20. század közepére vegyes szerb, horvát és muszlim lakossága volt. 1910-ben a településnek 78 háza, 11 muszlim és 461 ortodox szerb és 16 katolikus horvát lakosa volt. A település iskoláját 1928-ban kezdték építeni, az oktatás 1932-ben indult meg benne. 1963-ig Ljubija község része volt, majd Sanski Most községhez csatolták.
Podvidača település közvetlen közelében került sor 1992. augusztus 5-én, a boszniai háború idején a Hrastova glavica-i mészárlásra. A Hrastova glavicán, a Boszniai Szerb Köztársaság hadserege (VRS) és a szerb félkatonai alakulatok 124 foglyot öltek meg. Az áldozatok korábban túlélték a kínzást a keratermi és omarskai koncentrációs táborban. A tömeggyilkosságok után a meggyilkolt áldozatokat egy körülbelül 20 méter mély természetes barlangba dobták. Ma a helyszínen egy emlékmű található az áldozatokra emlékezve.
A boszniai háborút lezáró daytoni békeszerződés rendelkezése alapján az ország területét felosztották a Bosznia-hercegovinai Föderáció és a boszniai Szerb Köztársaság között. A békeszerződés utáni területmegosztási megállapodás értelmében a háború előtti település kisebb, 4,10 km2 területű része a Boszniai Szerb Köztársasághoz és Oštra Luka községhez került, míg a település nagyobb, 11,53 km2 területű része a Bosznia-hercegovinai Föderáció Una-Szanai kantonjában levő Sanski Most község területénél maradt.

## Nevezetességei
- Crkvina lelőhely a falu középkori templomának és temetőjének maradványaival.[4]

- Podvidačában volt egykor ezen a terület egyik legnagyobb mecsete. Építési ideje a múlt homályába vész, talán a 15. vagy a 16. században építették. Falainak több része még áll, míg a minaretnek már csak a csonkja áll.[13]

- A Szentlélek eljövetele tiszteletére szentelt ortodox temploma a Stari Maidan-i parókiához tartozik. Ez a ma már ősi templom 1905-ben épült egy régi és lepusztult templom helyén, a helyi ortodox hívek és papjai erőfeszítésével és szeretetével.[14]